# Reihersberg
Der Reihersberg ist ein Berg in Beckingen. Er wird nordwestlich vom Mühlenbach umflossen. Westlich befindet sich die Schraubenfabrik Bauer & Schaurte Karcher. Wegen der steilen Flanken war der Berg für die Bebauung nicht attraktiv. Auf dem Berg befindet sich lediglich ein nicht mehr genutztes Wasserbassin, mehrere Westwallbunker sowie der Privatfriedhof der Familie Karcher. Auf ihm sind unter anderen Fritz-Henning Karcher  und Bodo Karcher beerdigt.